# Konstantínovka (Kémerovo)
|  | Per a altres significats, vegeu «Konstantínovka». |

Konstantínovka (en rus: Константиновка) és un poble de l'óblast de Kémerovo, a Rússia, que en el cens del 2010 tenia 143 habitants, pertany al districte de Mariïnsk.